# Flughafen Gogebic-Iron County

i7
i11
i13
Der Gogebic-Iron County Airport (IATA-Code: IWD, ICAO-Code: KIWD) ist ein öffentlicher Flughafen, der sieben Seemeilen (13 km) nordöstlich des zentralen Geschäftsviertels von Ironwood, einer Stadt im Gogebic County, Michigan, USA liegt. Es wird hauptsächlich für die allgemeine Luftfahrt genutzt, bietet aber auch planmäßige Passagierdienste an, die durch das Essential Air Service-Programm subventioniert werden. Der Flughafen wurde im April 1940 eröffnet und ist im Besitz des Gogebic County. Er liegt auf 374 m Seehöhe und hat eine Asphaltlandebahn von 1982 m. Am Flughafen werden jährlich etwa 5800 Flugbewegungen durchgeführt.

## Geschichte
Der Flughafen wurde im April 1940 eröffnet (in den dreißiger Jahren gab es bereits eine Graslandepiste). Der planmäßige Personenverkehr wurde 1949 in Betrieb genommen. Das erste Terminalgebäude wurde im Jahr 1960 errichtet. Im Jahr 1978 wurde die Asphaltpiste und 2010 das neue Terminalgebäude erbaut.
Vom Jahr 2007 bis März 2012 bediente ExpressJet im Auftrag von Frontier Airlines unter den Namen Frontier Express von hier aus Rhinelander, Wisconsin und weiter nach Milwaukee. Great Lakes Airlines startete Flüge nach Minneapolis im Jahr 2016.
Im Rahmen des Essential Air Services begann der Boutique-Air-Dienst im August 2020 mit Flügen nach Chicago und Minneapolis. Mehrere Zwischenfälle, darunter ein Reifen, der von einem Flugzeug fiel, und eine Frachttür, die sich während des Flugs öffnete, veranlassten die Flughafenleitung, nach einem neuen Luftfahrtunternehmen zu suchen. Die Denver Air Connection übernahm den Vertrag und den Flugdienst. Der Service wird auf der Embraer EMB-145 mit 50 Sitzplätzen bzw. einer Dornier 328JET mit 30 Sitzplätzen durchgeführt. Air Choice One begann im Juli 2014 mit Flügen nach Ironwood und fügte 2016 den Minneapolis-Service hinzu.

## Zwischenfälle
- 14. August 2000: Ein Rockwell Sabreliner 75A (Luftfahrzeugkennzeichen N85DW) wurde bei einer Notlandung zerstört, als er in einem dicht bewaldeten Gebiet nordöstlich des Gogebic Iron-County Airport abstürzte. Das Flugzeug war auf einem Flug vom Brainerd-Crow Wing County Airport, Minnesota zum Flint/Bishop Airport, Michigan. Ungefähr 23 Minuten nach dem Start stieg das Flugzeug auf etwa 30.800 Fuß (9144 m) über dem Meeresspiegel, als der Pilot einen „MAYDAY“-Notruf funkte und einen durch Blitzeinschlag verursachten Ausfall beider Motoren meldete. Das Flugzeug wurde während des Notabstiegs in Richtung Ironwood in die Nähe eines Gewitters gelenkt. Das Flugzeug befand sich ungefähr 17.500 Fuß (5334 m) über dem Meeresspiegel und 12 Seemeilen (etwa 22 km) westlich des Flughafens, als der Pilot berichtete, dass das Flugzeug seine Navigationsfähigkeit verloren hatte. Das Flugzeug setzte seinen Sinkflug in Richtung des Flughafens fort. Das Flugzeug prallte mit einem Kurs von etwa 210 Grad auf das Gelände auf. Dabei wurden die beiden Piloten tödlich und zwei weitere Passagiere an Bord schwer verletzt.[9]